# Nonoso (historiador)
Nonoso (em grego: Νόννοσος; romaniz.: Nónnosos) foi um embaixador bizantino filho e neto respectivamente dos também embaixadores Eufrásio e Ambrósio. Sob o imperador Justiniano (r. 527–565), foi enviado no fim de 530 / início de 531 numa missão à corte quindita de Caiso (r. 528–531); provavelmente sua missão estivesse vinculada com a missão diplomática mais ampla encabeçada por Juliano. Subsequentemente, visitou o Reino de Axum. Ao retornar para Constantinopla, produziu uma história sobre sua embaixada e a de seu pai. Dentre os temas abordados estava a religião árabe, elefantes e pigmentos. Atualmente o texto está completamente perdido, e a única informação a respeito dele provém da narrativa preservada por Fócio.